# Downing (Misuri)
Downing es una ciudad ubicada en el condado de Schuyler en el estado estadounidense de Misuri. En el Censo de 2010 tenía una población de 335 habitantes y una densidad poblacional de 194,8 personas por km².

## Geografía
Downing se encuentra ubicada en las coordenadas 40°29′12″N 92°22′7″O / 40.48667, -92.36861. Según la Oficina del Censo de los Estados Unidos, Downing tiene una superficie total de 1.72 km², de la cual 1.71 km² corresponden a tierra firme y (0.75%) 0.01 km² es agua.

## Demografía
Según el censo de 2010, había 335 personas residiendo en Downing. La densidad de población era de 194,8 hab./km². De los 335 habitantes, Downing estaba compuesto por el 97.61% blancos, el 0% eran afroamericanos, el 0% eran amerindios, el 0.3% eran asiáticos, el 0% eran isleños del Pacífico, el 0% eran de otras razas y el 2.09% pertenecían a dos o más razas. Del total de la población el 0.6% eran hispanos o latinos de cualquier raza.